# Zizina antanossa
Zizina antanossa là một loài bướm ngày thuộc họ Bướm xanh. Loài này có ở khắp Châu Phi, bao gồm Madagascar và Réunion.
Sải cánh dài 20–24 mm đối với con đực và 21–28 mm đối với con cái. Con trưởng thành bay quanh năm in các khu vực ấm áp, đạt đỉnh từ tháng 10 đến tháng 11 và từ tháng 3 đến tháng 4 ở Nam Phi.
Ấu trùng ăn Desmodium incanum và các loài trong chi Indigofera.